# برونو مورايس
برونو مورايس (بالبرتغالية: Bruno Moraes) مواليد 7 يوليو 1984 في سانتوس، ساو باولو، البرازيل، هو لاعب كرة قدم برازيلي يلعب مع نادي فارزيم كمهاجم. بدأ برونو مورايس مسيرته الرياضية عام 2002 مع نادي سانتوس.

## روابط خارجية
- برونو مورايس على موقع قاعدة بيانات كرة القدم.إي يو (الإنجليزية)
- برونو مورايس على موقع Soccerway.com (الإنجليزية)
- برونو مورايس على موقع AS.com (الإسبانية)